# Bolelouc
Bolelouc – wieś, część gminy Dub nad Moravou, położona w kraju ołomunieckim, w powiecie Ołomuniec, w Czechach.